# Coelichneumon similior
Coelichneumon similior là một loài tò vò trong họ Ichneumonidae.